# Girasole (album)
Girasole è il quarto album di Giorgia pubblicato nel 1999.

## Descrizione
La canzone che rappresenta l'album è il terzo estratto, Girasole, un pezzo estremamente fresco ed estivo, suonatissimo dalle radio. Altri successi contenuti sono Tradirefare e Parlami d'amore, più una nuova versione fatta da Giorgia de Il cielo in una stanza, la famosa canzone di Gino Paoli pubblicata e resa nota nel giugno del 1960 da Mina.
L'album si presenta piuttosto sperimentale seppur fresco e orecchiabile, a metà tra la musica pop italiana e la musica soul americana con interventi rock e hip hop.
I testi sono quasi tutti di Giorgia e di Adriano Pennino, che si è occupato degli arrangiamenti. Tuttavia, l'album vanta diverse collaborazioni importanti: Alex Baroni, autore del testo di È la verità, Diane Warren ha scritto la musica di Parlami d'amore (dall'originale Listen with your heart), Des'ree ha scritto la musica di Se ci sei. I Solis String Quartet hanno suonato gli archi nell'intro Ho voglia di ricominciare R.O.L. e in Tradirefare, Dicembre, Voglio solo te, Se ci sei e Il cielo in una stanza 99.

## Tracce
Crediti riportati sul sito della SIAE.
Testi di Giorgia Todrani, eccetto dove indicato, musiche di Adriano Pennino e Giorgia Todrani, eccetto dove indicato.
1. Ho voglia di ricominciare (Intro) – 1:02 (testo: Giorgia Todrani, Arturo Valiante – musica: Giorgia Todrani, Fabio Massimo Colasanti)
2. Girasole – 3:49
3. Io come te – 4:29
4. Tradirefare – 4:20
5. È la verità – 3:47 (testo: Alex Baroni)
6. Dicembre – 4:01
7. Voglio solo te – 4:18
8. Parlami d'amore – 3:59 (musica: Diane Warren)
9. Dimmi che ci tieni – 3:59
10. Solo amore – 4:22
11. Se ci sei – 3:44 (musica: Des'ree, Ashley Ingram)
12. What is love – 2:59
13. Il cielo in una stanza '99 – 3:25 (Gino Paoli) – testo arrangiato da Giorgia

Durata totale: 48:14

## Musicisti
- Giorgia – voce, cori
- Adriano Pennino – pianoforte, tastiera, programmazione
- Vittorio Riva – batteria
- Maurizio Fiordiliso – chitarra
- Roberto D'Aquino – basso
- Pippo Matino – basso
- Rino Zurzolo – contrabbasso
- Mike Applebaum – tromba, flicorno
- Mario Corvini – trombone
- Eric Daniel – sax
- Guido Maria Marcelletti – cori
- Solis String Quartet – archi

## Classifiche
| Classifica (1999) | Posizione massima |
| ----------------- | ----------------- |
| Europa            | 75                |
| Italia            | 8                 |

### Classifiche di fine anno
| Classifica (1999) | Posizione |
| ----------------- | --------- |
| Italia            | 43        |